# FK Be1
Der FK Be1 ist ein litauischer Fußballverein in Jonava. Vor 2024 hieß der Verein Be1 NFA.
Der junge Verein spielt derzeit in der Pirma lyga, der zweithöchsten litauischen Spielklasse.

## Geschichte
Die Nacionalinė Futbolo Akademija (NFA) wurde 2006 gegründet. 2012 gründete die Akademie den Verein unter dem Namen FK NFA. In der Saison 2012 spielte das Team in der Pirma lyga, der zweithöchsten litauischen Spielklasse, und erreichte den sechsten Rang. Nach der Saison entschied die Akademie jedoch, den Klub freiwillig in die dritte Liga herabzustufen. Somit spielte der Verein in der Saison 2013 in der Antra lyga und lag nach der ersten Saisonhälfte auf dem dritten Platz. Während der laufenden Saison zog die Akademie den Verein jedoch vom laufenden Spielbetrieb zurück, die Lizenz wurde an den neugegründeten FC Stumbras weitergegeben.
2017 wurde der FK NFA wiedergegründet und spielte ab 2018 in der Pirma lyga.

### Ab 2019: Be1 NFA
2019 wurde die Leitung der Kauno Futbolo Akademija (Be1SC) von LFF übernommen und der Verein in Be1 NFA umbenannt.
2021 spielte der Verein wieder in der drittklassigen Antra lyga. Am 15. Juni 2021 schied der Klub im Achtelfinale des LFF-Pokals mit einer 0:6-Niederlage gegen den FC Džiugas Telšiai aus. Am Ende der Saison 2021 wurde der Verein Vizemeister der Antra lyga und stieg in die zweitklassige Pirma lyga auf.
Am Ende der Pirma-Lyga-Saison 2023 erreichte Be1 NFA den zweiten Platz in der Liga und qualifizierte sich für die A-Lyga-Relegation gegen den FC Džiugas Telšiai. Nach einem 1:1-Unentschieden im Hinspiel verlor NFA das Rückspiel mit 0:1, verpasste somit den Aufstieg und verblieb in der zweiten Liga.

## Erfolge
als Be1 NFA
- Pirma lyga (D2): 2. Platz (2023)
- Antra lyga (D3): 2. Platz (2021)

als FK NFA
- Antra lyga (D3): 1. Platz (2017)

## Platzierungen (seit 2012)

### Als FK NFA
| Saisons | Div. | Līga       | Platz | @           | Notering                            |
| ------- | ---- | ---------- | ----- | ----------- | ----------------------------------- |
| 2012.   | 2.   | Pirma lyga | 6.    | [ 4 ]       |                                     |
|         |      |            |       |             |                                     |
| 2017.   | 3.   | Antra lyga | 1.    | [ 5 ]       | ▲ Aufsteiger in die Pirma lyga 2018 |
| 2018.   | 2.   | Pirma lyga | 10.   | [ 6 ] [ 7 ] |                                     |

### Als Be1 NFA
| Saisons | Div. | Līga       | Platz | @           | Notering                            |
| ------- | ---- | ---------- | ----- | ----------- | ----------------------------------- |
| 2021.   | 3.   | Antra lyga | 2.    | [ 8 ] [ 9 ] | ▲ Aufsteiger in die Pirma lyga 2022 |
| 2022.   | 2.   | Pirma lyga | 4.    | [ 10 ]      |                                     |
| 2023    | 2.   | Pirma lyga | 2.    | [ 11 ]      |                                     |

### FK Be1
| Saisons | Div. | Līga       | Platz | @      | Notering |
| ------- | ---- | ---------- | ----- | ------ | -------- |
| 2024    | 2.   | Pirma lyga | 2.    | [ 12 ] |          |

## Trikot
| 2012; 2013 (Heim) | 2012; 2013 (Auswärts) | 2017; 2018 (Heim) | 2017; 2018 (Auswärts) |

### Als Be1 NFA
Seit der Umbenennung spielt der Verein zu Hause in weißen und marineblauen Trikots und auswärts in dunkelblauen Trikots.
| 2021 | 2021 | 2022 | 2022 |

## Trainer
- Gintaras Krasauskas (2016–2018)
- Pablo Rios Freire (2021–2023)
- Miguel Machado (2023–2024)
- Luis Manuel Hernandez Martin (seit August 2024)